# 星のカービィ Wii
『星のカービィ Wii』（ほしのカービィ ウィー、Kirby's Return to Dream Land）は任天堂から2011年10月27日に発売されたWii用ゲームソフト。アメリカでは同年10月24日、ヨーロッパでは同年11月25日に発売。

## 概要
星のカービィシリーズ第20作目（本流としては11作目）にあたる作品。Wii用作品としては『毛糸のカービィ』に続いて2作目。本編作品の据え置き機用ゲームとしては『星のカービィ64』以来11年ぶりである。第一報は2011年1月28日の決算発表で発表された。
今作は『星のカービィ 鏡の大迷宮』以来である本編での4人同時プレイが復活しており、2P - 4Pはデデデ大王・ワドルディ・メタナイト、または色違いのカービィを操作することができる。なお、今まで色違いのカービィは黄・赤・緑であったのに対し、今作では黄・青・緑となっている。なお、デデデ大王・ワドルディ・メタナイトは、2P-4Pが選べる。色違いのカービィは、黄は2P、青は3P、緑は4Pとなっている。
同じ年にカービィの作品を2作発売するのは、2000年以来約11年振り5度目であり、据え置き機で複数のシリーズを発売するのもスーパーファミコン時代以来である。
画面サイズは16:9での出力を前提としたものとなっており、4:3設定の場合は、最初のWiiリモコンに関する説明を除き、レターボックス形式での出力となる。
2015年1月28日より、Wii Uのニンテンドーeショップでダウンロード版の販売が開始された（Wii UのWii互換機能を応用したもの）。
また、ある特定の隠し部屋の中に入ると星ブロックでHALとかかれた場所が2か所設置された。また、これ以降に発売された星のカービィメイン作品全てにこのような部屋が2か所設置されている。

## ストーリー
ある日、ケーキを持ったカービィはデデデ大王とバンダナワドルディと鬼ごっこ、メタナイトは近くで読書をしていた時、ポップスターのプププランドの空に異次元の穴が開き、そこから宇宙船「ローア」が落ちてくる。その現場にたまたま居合わせたカービィ、デデデ大王、メタナイト、ワドルディの4人は、宇宙船の中に入り、それを操縦していたマホロアという人物をみつける。彼の話によると、墜落時にポップスターのあちこちに散らばってしまった宇宙船の5つのパーツがなければ宇宙船は修復できず、故郷に帰れないという事態に陥っているらしい。カービィたちはマホロアを助けるべく、宇宙船のパーツを集める冒険に出る。

## 登場キャラクター
カービィ
声 - 大本眞基子
本作の主人公。ケーキを持ってデデデ大王とワドルディから逃げている最中、突如現れた船が壊れ、バラバラになって困っているマホロアを助けるため、パーツを探す旅に出る。
デデデ大王
声 - 熊崎信也
プププランドの大王。いつもはカービィをライバル視しており、本作の冒頭でもケーキを持つカービィを追いかけていたが、直後に船が現れてからはカービィとともに行動をする。珍しく素直な意思で人助けの行動に出る。
デデデ大王がカービィの味方として操作できるのは『64』以来となるが、最初から味方になっているのはシリーズ初となる。身長は初期と同等（カービィの約2倍程度）に描かれている。
技はコピー能力の「ハンマー」とほぼ同じだが、攻撃力の低下をメインに性能が変更されている。また、体の大きさが他の3キャラより大きいが、他の3キャラと当たり判定のサイズは一緒である。
ワドルディ
青いバンダナを巻いているデデデ大王の手下。本作では、カービィと一緒に人助けするデデデ大王とともにカービィに協力する。
武器は槍。
また、『64』では雑魚敵としてのワドルディは登場しなかったが、今作では後述する通り雑魚敵としてのワドルディも登場する。
技はコピー能力「スピア」をベースとしている。
メタナイト
プププランドのすご腕の剣士でカービィのライバル。本作は静かに本を読んでいる際、突如現れた船の修理を手伝うため、いつもは敵対しているカービィやデデデ大王に協力する。
なお、メタナイトをカービィの味方として操作できるのは本作が初（今までは一人用のゲームとして操作可能だった）。
技はコピー能力「ソード」と「ウィング」をベースとしつつも、独自の技も多く持つ。
以下のキャラクターについては大ボスの欄も参照。
マホロア
声 - 安藤浩和
壊れた宇宙船「ローア」の主。一人称は「ボク」で、台詞の前後に片仮名で表記されている。
ローアを直せず困っていたところをカービィたちに助けてもらい、ローアの修復が完了した際にお礼として「ハルカンドラ」へ案内した後、ランディアの討伐をカービィたちにお願いする。
実は本作のラストボスで、これらの一連の依頼は策略であり、本来の目的はランディアからハルカンドラの秘宝「マスタークラウン」を奪い、その力で全宇宙を支配することであった。
マスタークラウンを狙ってランディアと戦うも返り討ちに合い、ローアでポップスターに逃げたのが今作の事の始まりである。
企み通りランディアをカービィたちに倒させた後、ランディアからクラウンを奪い取り、事の経緯を告白。そして、全宇宙を支配する手始めにポップスターを支配しようとしたため、カービィたちと激突することになる。最後は激闘の末にカービィ達によって倒され、マスタークラウンは砕け散り、光となって消滅した。
ローアにいる彼と会話をするとさまざまな話を聞くことができ、エクストラモード終盤で聞ける話では「過去にカービィと喧嘩した者」からカービィのことを聞いており、同時期に聞ける話から『スーパーデラックス』の大彗星ギャラクティック・ノヴァや『夢の泉の物語』のスターロッドも古代人の遺産であったとしている。
また、作中でハルカンドラを「ボクの故郷」と言っているが、ポーズ画面の解説文では「彼方からの旅人」「虚言の魔術師」と書かれており、本当にハルカンドラ出身なのか、そうでなければどこの出身なのかは不明。ちなみにリメイク版『星のカービィ Wii デラックス』ではエクストラモードでエナジースフィアをコンプリートした状態で彼に話しかけると、「ハルカンドラ出身では無い」と自白する。
『星のカービィ 20周年スペシャルコレクション』では、ポップスター内にテーマパークを作ったことが明らかとなり、そこでカービィと競争をすることになる。エンディングではローアに乗り、どこかへ旅立っていった。『みんなでカービィハンターズZ』及び『スーパーカービィハンターズ』では「よろずや」の店主として白と緑を基調とした衣装で登場。カービィ達に装備やサポートアイテム、ジェムリンゴを販売する他、クエストが進行するとカービィ達の装備の強化を行う。なお両作とも特定の条件を満たせば、『Wii』と同じ白と青を基調とした衣装となる。
2014年のMiiverseでのスタッフによる投稿で生存していることが明かされた。異空間で迷子になりながら脱出に成功し、カービィ達のポップスター帰還後他の世界を旅しながらテーマパークを作っていること（上記の『20周年スペシャルコレクション』の海外版では罪滅ぼしのためと説明されている）、カービィと友達になりたかったことは本心らしかったことが語られた。
『星のカービィ スターアライズ』では無料アップデート第3弾でドリームフレンズの一体として参戦し、初のプレイアブル化となった。
『星のカービィ Wii デラックス』ではマホロアのモチーフした城で「わいわいマホロアランド」という10種類のミニゲームが追加される。また、「マホロアエピローグ 異空をかける旅人」ではカービィにやぶれたマホロアが主人公となる。異空間へ迷い込み、すべての魔力を失い、とっても弱くなってしまったマホロアの復活をかけた物語が描かれる。その後に『スーパーカービィハンターズ』では、「マホロア エピローグ 異空をかける旅人」をクリア後に異空間のゲートからぬけたマホロアは別の異空である「プププ王国(キングダム)」にすむ「店主マホロア」として登場することが判明された。
ランディア
ハルカンドラの奥地の火山で暮らす4匹のドラゴン。普段は4匹が合体し、巨大な4つ首のドラゴンの姿になっている。
ハルカンドラに来たローアを早々に攻撃したことから、カービィたちはランディアの撃退に向かうこととなる。
だが、実際にはマスタークラウンを悪用されないよう長きに渡って守ってきた「ハルカンドラの守り神」とされる存在であり、ハルカンドラに来た際にローアを攻撃したのも野心でクラウンの奪取をたくらむマホロアを撃退するためであった。
一度はマホロアにだまされたカービィたちに倒されるが、マホロアの真の狙いが発覚した後は宇宙を守るためにカービィたちと共闘することになり、マホロアとの戦いに挑む。
カービィがマホロアを倒した後、4人をポップスターに帰し、ローアと共にハルカンドラへと帰って行った。

### 敵キャラクター
（）がついているのはコピーできる敵。（）内はコピーできる能力の名称。

#### 敵キャラクター

##### これまでの作品に登場したキャラクター
- ワドルディ
- キャピィ
- パクト
- マンビーズ
- コモ
- カブー
- ブロントバート
- スクイッシー
- ブリッパー
- グランク
- ヌラフ
- バウンシー
- モプー
- ワポッド
- バブット
- スカーフィ
- ブルームハッター
- シャッツォ
- ゴルドー
- ブレイドナイト（ソード）
- ワドルドゥ（ビーム）
- サーキブル（カッター）
- ホットヘッド（ファイア）
- フレイマー（ファイア）
- ガルボ（ファイア）
- ツイスター（トルネイド）
- ナックルジョー（ファイター）
- ポピーブロスJr.（ボム）
- フォーリー（ボム）
- スパーキー（スパーク）
- ニードラス（ニードル）
- チック（ニードル）
- ロッキー（ストーン）
- ノディ（スリープ）
- チリー（アイス）
- スターマン（ハイジャンプ）
- パラソルワドルディ（パラソル）
- パラソルワドルドゥ（パラソル）
- ウォーキー（マイク）

##### 本作初登場のキャラクター
- パペットワドルディ
- アーマーワドルディ
- ハルカンドルディ
- アーマーハルカンドルディ
- ハルカントバート
- シスターバウンド
- ハルカンバウンシー
- ボビー
- ハルカンボビー
- セルリアン
- ハンタースカーフィ
- デグト
- ハンターデグト
- クレイン
- シェルト
- バラクー
- クラビィ
- ウォルフ
- バルバル
- アイアンバルバル
- パクラウド
- ギガッツォ
- コルダッツォ
- ボルトッツォ
- ウォンキィ
- ソドリィ（ソード）
- ジェムラ（ビーム）
- スノウル（アイス）
- トーテンガ（ニードル）
- ジャックル（カッター）
- ウォーターガルボ（ウォーター）
- プルイド（ウォーター）
- ツキカゲ（ニンジャ）
- エレック（スパーク）
- オウグルフ（ウィング）
- パラソルハルカンドルディ（パラソル）
- リーファン（リーフ）
- バルビィ（リーフ）
- ピアス（スピア）
- ランゼル（スピア）
- ウィッピィ（ウィップ）
- サーチス（クラッシュ）
- スーパーブレイドナイト（ウルトラソード）
- スーパーホットヘッド（ドラゴストーム）
- スーパーワドルドゥ（ミラクルビーム）
- スーパーチリー（スノーボウル）

#### 中ボス
キングスドゥ（ビーム）
ワドルドゥがモチーフのやや大きな敵。ビーム攻撃のほか、体当たり攻撃も仕掛ける。
エクストラモード - 体の色が白色に変化。攻撃回数が増えるうえ、ビーム攻撃をする直前にカービィが背後にいると振り返って攻撃することがある。
ギガントエッジ（ソード）
緑色の鎧に包まれ、剣と盾を装備している。剣攻撃は振り下ろすほかに衝撃波や突進突きも行う。また、たまに盾で正面からのこちらの攻撃をガードすることがある。
エクストラモード - 体の色が銅色に変化。剣を振り下ろした後に出る衝撃波が3方向に飛ぶようになり、その他の攻撃も若干の強化がなされる。
ウォーターガルボロス（ウォーター）
ウォーターガルボがモチーフのやや大きな敵。不規則に水鉄砲を発射したり、波乗りの体当たり攻撃を行う。また、カービィたちを食べる攻撃もある。
エクストラモード - 体の色が藤色、腹部の色が赤色に変化し、鶏冠が上に向く。水鉄砲を出す回数が増える。
ザンキブル（カッター）
サーキブルがモチーフで、銀色の鎧を身につけたやや大きな敵。投げつけるブーメランも無論大きい。また、体当たり攻撃を仕掛けることもある。
エクストラモード - 鎧の色が黒色に変化。体当たり攻撃のスピードが格段に上昇するほか、投げつけるカッターもパターンが増える。
マウンデス（ストーン）
ロッキーがモチーフのやや大きな敵（『鏡の大迷宮』のジャイアントロッキーとは異なる）。押し潰し攻撃や体当たり、回転攻撃を仕掛ける。
エクストラモード - 体の色が灰色に変化。攻撃のテンポが上がり、空中でも回転攻撃するようになる。また、コピー能力「ストーン」の技「ヘビーおしつぶし」のような攻撃をしてくることがある。
ボンカース（ハンマー） / スーパーボンカース（ギガトンハンマー）
これまでのシリーズにも登場するハンマーを持った敵。ココナッツを投げるほか、今作では新しくコピー能力「ハンマー」の技「ジャイアントスイング」のような攻撃を行う（この技を使用しているときは無敵状態になる）。
スーパーボンカースは体に星印がつき、輝いているのが特徴。攻撃パターンは普通のボンカースと変わらない。なお、今作で既存の中ボスはボンカースのみである。
エクストラモード - 体の色が黒色と赤色のツートンに変化。ハンマー攻撃に炎属性が追加され、威力や効果範囲が強化される。また、空中でスイングしながらココナッツを投げるという荒技が追加される。ただし、この技は無敵状態にならないため、普通にダメージを与えられる。
ドゥビア（スパーク）
白いUFO型の敵。常に空中を浮遊し、瞬間移動をするという中ボスとしては珍しい特徴を持つ。空中からの電撃攻撃や、電流をまとっての体当たり攻撃を仕掛けてくる。また、ドゥビアJr.を2体召還してきたりもする。
エクストラモード - 体の色が赤色に変化し、一つ目になる。攻撃のテンポが上昇し、体当たりの軌道も変わる。さらに、召還するドゥビアJr.の数が4体に増える。
スフィアローパー
鳥がモチーフの敵。マホロア曰く「スフィアのエネルギーが好物」であり、異空間でエナジースフィアを守っている。ステージごとに戦場となる地形が変わり、足場が凍っていたり動いたりするなど、苦戦を強いられる。
紫色・赤色・緑色・銀色の4種が存在し、それぞれ攻撃パターンが異なるほか、後者3体はそれぞれ炎・電撃・氷の攻撃を得意とする。また、体力が半分以下になると攻撃パターンが変化する。
倒すと消滅するためコピー能力は得られないが、後者3体が放つエネルギー弾を吸い込めばそれぞれ「ファイア」・「スパーク」・「アイス」をコピー可能。
7-3では紫色と赤色の個体が2体同時に現れ、その際の名前は「スフィアローパーズ」になる。
エクストラモード - 一つ目になる。他の中ボスと違い色の変化はない。攻撃内容が強化され、小型ブラックホールを出すようになる。また、銀色の個体は体力が半分以下になると画面を上下反転させる攻撃をしてくる。

#### 大ボス
今作以降からは、半分以上体力を減らすとパワーアップするようになった。その際はボスが奮起する動作がおこり、その間一切の攻撃が効かなくなる（後の『トリプルデラックス』は僅かだがダメージを与えられるようになった）。
ウィスピーウッズ
シリーズでおなじみのリンゴの木。従来よりやや強くなっている。リンゴやワドルディ、ゴルドーやブロントバートなどを落として攻撃してくる。
体力が半分になると巨大化し、吸い込み攻撃を行ってくるほか、空気弾が3方向に拡散するようになる。
エクストラモード - 葉の色が紫色に変化。口から竜巻を出したり、根っこによる近距離攻撃をしてくるようになる。また、落とす物にスカーフィや毒リンゴなどが追加され、吸い込み最中にリンゴを落としてきたりもする。
Mr.ダウター
ターバンを巻いた水色の魔神。ドクロや爆弾投げ・力をためてからのパンチなどで攻撃してくる。
体力が半分になると巨大化し、上空からの踏み潰し攻撃を仕掛けてくる。
エクストラモード - 体の色が赤色になり、髭が生え、表情が厳つくなる。パンチが炎を帯びて範囲が広がり、踏み潰し攻撃は回数が増えるうえに攻撃速度も上昇する。投げるドクロは炎をまとうようになり、ゴルドーも投げてくる。さらに、カービィをつかんでお手玉のように操る技も加わる。
ファッティバッファー
巨大なフグ。膨らんでからの突進・跳び上がっての押し潰しなどで攻撃する。雑魚キャラを口から吐いてきたり、水鉄砲を放ってきたりもする。
体力が半分になると巨大化し、突進が避けにくくなるほか、口から水流を吐くようになる。ほかに、巨大なつららを天井から降らしてきたりもする。
エクストラモード - 体の色が赤色になり、珊瑚の冠が豪華になる。突進攻撃や水流攻撃の範囲が広がるほか、水鉄砲を出す際に天井に張りつくなどかなりの強化がされている。
ゴライアス
白色のゴリラ。壁にへばりついて雪玉投げ・腕を振り回しての遠距離パンチなどで攻撃する。また、上空から踏み潰し攻撃もしてくる。巨体の割には、動きがかなり素早い。
体力が半分になると鬣と髪が金色になり、手から気功のようなエネルギー弾を放ったり、衝撃波や突進を使用するようになる。また、つららを上から落としてきたりもする。
エクストラモード - 顔や手の色が黒色になる。投げる雪玉が大きくなり、パンチの回数が増える。また、フィールドを覆い尽くすほど巨大な気孔弾で攻撃してくる。さらに、踏み潰し攻撃で着地した際に、氷塊を周りに飛ばすようになる。氷塊は投げてきたりもする。
グランドローパー
異空間に現れるスフィアローパーの親玉。火球を飛ばしてきたり、ブラックホールに潜んでの強襲などで攻撃してくる。
体力が半分になると黒いオーラをまとうようになり、攻撃速度が上がり、攻撃パターンが増える。
さらに体力が残りわずかになると、リフバリアを展開して防御態勢に入り、スーパー能力「ウルトラソード」を使わないとダメージを与えられなくなる。また、「タッチ!カービィ」に出たドロシアソウルの画面奥から手前側に向かってくる技に酷似した技「バウンドポンド」を使ってくるようになる。
エクストラモード - 体の色が赤紫色になる（スフィアローパーと違い、一つ目にはならない）。ブラックホールからの体当たりの回数が増え、出す雑魚キャラにゴルドーが追加される。また、地面に落とした火球が破裂した際に爆発ではなく左右に電撃を放つようになる。
メタルジェネラル
戦闘機がモチーフの青色のロボット。斬撃・突進・ミサイルなどで攻撃したり、地雷を設置したりする。
体力が半分になると、大型ミサイルによる画面奥からの体当たりを使用してくる。
なお、攻撃すると『スーパーデラックス』および『ウルトラスーパーデラックス』に登場したボス「バトルウィンドウズ」のようにRPG風にダメージ数が表示される（ただしバトルウィンドウズとは異なり、本体の中心に表示され、バトル中は見づらい）。
エクストラモード - 体の色が赤色になる。発射するミサイルの数が増えるほか、体力が半分になる前から大型ミサイルによる突進を使用し、半分以下になった後は大型ミサイルを3発出すようになる。また、攻撃速度がかなり上がる。
倒すと巨大メカ「HR-D3」と戦うことになる。
ランディア
四つ首のドラゴン。突進・火炎放射などで攻撃してくる。また、羽ばたいて風の刃を飛ばしてきたりもする。
体力が半分になるとしばらくの間4匹に分裂し、上空からの火球爆撃や電撃を使用してくる。
エクストラモード - 体の色が紫色になる。火球の数が増え、電撃攻撃のパターンも変わる。
ローア（表記上は「ローア&マホロア」）
機体が群青色になり、攻撃機能が付いたローア。カービィたちに探しに行かせたパーツでの攻撃（エンブレムからの星型弾、マストからの竜巻、オールやウィングを飛ばす）を繰り出す。
体力が半分になると突進や巨大な弾での攻撃が追加される。
エクストラモード - 機体の大部分が赤色になり縁が黒色になる。攻撃のパターンが避けにくいものへと変化する。
マホロア
第一形態
マスタークラウンにより強大な力を手に入れたマホロア。闇の弾やワープなど空間を操る技を多用する。
体力が半分になるとブラックホールやレーザーなど、『スーパーデラックス』のマルクとよく似た攻撃をしてくる。
体力が残りわずかになると5枚のバリアを張り、スーパー能力(ドラゴストーム→ミラクルビーム→ウルトラソード）を使わないとダメージを与えられなくなるが、バリアを2枚砕くごとにスーパー能力を強制的に解除してくる。
エクストラモード - 装飾の色が赤色と黒色になり、顔の黒い部分が白色になってマスタークラウンの宝石の色が緑から赤紫色へと変化する。攻撃速度が上がり、一部の技の範囲も広がる。またバリアを砕くために使うスーパー能力がスノーボウル→ギガトンハンマー→ウルトラソードに変わっている。
第二形態
マスタークラウンの持つ無限の力に飲み込まれ、異形の姿となったマホロア。
翼がはえ、口のような部分から不気味な眼が現れるなど、禍々しく変化したその姿はもはや当初の原形をとどめていない。
マホロアの意思も憎悪と執念以外はすでにかき消されているため「マホロアの負の感情を媒介として具現化した、マスタークラウンの力そのもの」というべきものであり、もはや倒して成仏させるしかマホロアを救う術がない状態である。
第一形態よりもワープやレーザーといった空間を操る能力を多用する。また、かつての『星のカービィ』シリーズのラストボスを彷彿とさせる攻撃を多数持つ。
体力が半分になるとカービィのスーパー能力を模した攻撃をしてくる。

#### EXボス
HR-D3
メタルジェネラル EXが操縦する巨大ロボット。『真 格闘王への道』では「別次元から来た存在」と説明されている。
一度体力を0にすると第二形態に移行。フィールドに現れ、巨体を生かした攻撃でカービィを追い詰める。
「開発経緯」で述べたように、以前ゲームキューブで発売すると検討されていた際に制作されたPVに登場するデデデ大王を模したロボットとほぼ同じデザインで、ある種のファンサービスともいえるキャラクターである。
ボディカラーは赤と黒をベースに変更されており、胴体にはVサインのマークではなくメタルジェネラルのマークが描かれている。
また、名前には『64』のボス「HR-H ＆ HR-E」の影響が見られ、画面奥からのアーム攻撃やミサイル、両眼からのレーザービームなど、攻撃方法もHR-Hが元になっている。
マホロア ソウル
エクストラモードにおけるマホロア第二形態。マスタークラウンの形状が変化したほか、体の色が暗緑色になり、装飾も少し変わる。
体力が半分になるとギガトンハンマーとスノーボウルを組み合わせたような攻撃をしてくるうえ、その他の攻撃も大幅な強化がされる。また、白のスフィアローパーのように画面を上下反転させる技も使うようになる。
ギャラクティックナイト
『真 格闘王への道』でのみ戦えるボスで『ウルトラスーパーデラックス』から再登場した。HR-D3と同じく別次元からやってきたと説明されている。
『ウルトラスーパーデラックス』と同じく巨大な竜巻を作り出す「竜巻斬り」や画面を一周する光線を放つ「レボリューションソード」を使うが、一部の攻撃パターンが変更され剣の形をしたビームを放つほか、盾でプレイヤーの攻撃をガードすることがある。また、移動動作が常時浮遊から歩行に変化しているため、三段斬りやソードビームがしゃがみで避けられなくなっている。
体力が半分になるとBGMが「異世界からの戦士」（『ウルトラスーパーデラックス』の戦闘曲「銀河最強の戦士」のアレンジ）になり、雷や大量の剣を落とす攻撃が加わる。

#### その他のキャラクター
ユーフォー
ゴールゲームに登場。結果によってくれるポイントスターの数が増える。サブゲーム『ガンガンバスターズ』にもたまに登場し、撃ち落とすと得点が入る。
メインゲーム内では登場しないため、本作では『ユーフォー』の能力をコピーすることはできない。
カブーラー
サブゲーム『ガンガンバスターズ』に登場。背景として登場しており、撃ち落とすと得点が入る。
魔人ワムバムロック
コピー能力「ストーン」の変身パターンの一つとして登場。
マルク
コピー能力の「ストーン」の変身パターンの一つとして登場。また、シアターの『カービィマスター』に観客として登場している。
リック、クー、カイン
コピー能力の「ストーン」の変身パターンの一つとして登場。
なお、オニオンオーシャンのステージ1のBGM「ハッピーマンボー」は『星のカービィ2』でのカインのテーマのアレンジ版である。

## コピー能力
一部のコピー能力の帽子やアクションが過去の作品と異なっている。また、「コピーのもと」も出現する。
今作ではスーパー能力という通常のコピー能力とは異なる光る敵からコピーできる、通常のコピー能力よりはるかに強力なコピー能力が使える。星のついた障害物を破壊したり、敵や中ボスを一撃で倒すことができる。ただし、時間制限があり、制限時間が過ぎると強制的にスーパー能力が消える。また、マルチプレイ時、複数のカービィがスーパー能力を保持することはできない。
また、通常のコピー能力には『ウルトラスーパーデラックス』のように多数のコマンド技があり、既存のコピーに関しては技のベース自体も『ウルトラスーパーデラックス』のものになっている。

## サブゲーム
コピーおためしべや
コピー能力が自由に選べる部屋。上部には攻撃テスト用のサンドバッグ人形が置かれている。
チャレンジステージ
コピー能力別（キャリーは例外）で高得点を目指すゲーム。他のサブゲームと違って一人用になっている。
あるのはソードチャレンジ、ウィップチャレンジ、ハイジャンプチャレンジ、ボムチャレンジ、ウォーターチャレンジ、ウィングチャレンジ、キャリーチャレンジの7種類。
獲得したスコアに応じてブロンズ・シルバー・ゴールド、そして、さらに上のプラチナメダルが得られる。
一撃!手裏剣道場
マトめがけて手裏剣を投げるサブゲーム。
画面を流れるマトが中央のサイトに入った瞬間に手裏剣を投げてマトに当てるというもので、順番とレベルによってマトの動きやダミーマトの数が変わる。
ガンガンバスターズ
銃を撃って画面を動きまわるロボットを破壊するサブゲーム。
レベルごとに登場するロボットの強度と攻撃バリエーションが変わる（レベル1ではワドルディ型戦車「ワドタンク」、レベル2ではコックカワサキ型ロボット「アイアンカワサキ」、レベル3ではデデデ型ロボット「デデデロボ」）。
なお、ロボットとの対戦BGMは『SDX』および『USDX』で使用されたBGMのアレンジ版である（ただしレベル3・前半戦は原曲をそのまま使用している）。
格闘王への道
メインモードのボスと連続で戦うモード。全13ラウンド制。
ラウンド11以降は必ず、ローア&マホロア→マホロア第一形態→マホロア第二形態の順に戦うことになる。
メインモードクリアで遊べるようになる。一度クリアすると、一人プレイでもカービィ以外のキャラクターで挑むことができる。
今作の休憩所におかれているマキシムトマトのうち、ひとつはマキシムトマト箱となっており、そのまま持ち込んでボス戦中に回復するということが可能となっている。
なお、このモードでは一部のボスにあるスーパー能力で戦う場面がカットされている。『ウルトラスーパーデラックス』と違い、「マイク」や「クラッシュ」のような使い捨ての能力もコピーすることができる（1戦目前の休憩所のみ）。
真 格闘王への道
エクストラモードのボスおよび、本モード限定のボスと戦うモード。全15ラウンド制。
ラウンド11以降は必ずローア EX&マホロア→HR-D3→ギャラクティックナイト→マホロア EX→マホロア ソウルの順に戦うことになる。
全回復できるマキシムトマトの数が減少するうえ、休憩所に2つ設置されているコピーのもとの一つが必ずスリープになっており、難易度は非常に高い。
エクストラモードクリアで遊べるようになる。『格闘王への道』と同じく一度クリアすると、カービィ以外のキャラクターで挑むことができる。
『格闘王への道』同様、使い捨ての能力もコピーすることができ、一部のボスのスーパー能力で戦う場面もカットされている。

## ゴールゲーム
通常ステージをクリアするとできる。雲でできたパチンコでカービィを飛ばし、ポイントスターを獲得するゲーム。
1位は30ポイント、2位は15ポイント、3位は10ポイント、4位は5ポイント、5位は3ポイント、6位は1ポイント、7位は0ポイントとなっている。
また、7位だと踊り終わった後にカービィが落胆した顔を見せる。
多人数プレイの場合、全員の中で最も大きい数を出した者のみポイントスターがもらえる。参加者全員が同じ目を出すと「ぞろ目ボーナス」となり、本来の倍のポイントスター（1では1UP）がそれぞれ与えられる。また「1」でそろうと追加でマキシムトマトが、7→6→5→4→3→2→1の順番に出すと1UPを30個獲得でき、全員で達成すると120UP（99機でカンスト）がもらえる。

## エクストラモード
メインモードをクリアすると、2周目である高難易度モード「エクストラモード」が解禁される。今作では『夢の泉デラックス』以来から約9年振りに「メインモードとは別にクリア率が設定されている」という方式がとられた。『夢の泉』とは違いメインモードを100%にしなくても解禁される。メインモードからの主な変更点は以下のとおり。
- 操作キャラクターの最大体力が6割になる。
- 一部アイテムのデザインが変わる。
- 一部敵キャラクターの配置変化・巨大化（または縮小化）がされている。
- 中ボス以上の敵の名前にEXがつき、攻撃内容が強化される。また、このモードにしか登場しないボスもいる。
- 異空間における闇の壁のスクロールスピードが上がっている。また、異空間の入り口と闇の壁の色が紫になる。
- チャレンジステージもコインの配置変化がされるなど、難易度が上がっている。
- マホロア第一形態との戦闘開始前のムービーにおいてマホロアがEXカラーに変化するシーンが挿入される。
- スタッフクレジットで流れるカットが変更され、スタッフ表記の隣にカービィのアイコンが追加される。

エクストラモードをクリアするとサウンドルームですべてのBGMが聞けるようになるほか、ミニゲームに「真 格闘王への道」が追加され、さらにモードセレクト画面のBGMが変更される。

## 開発
本作の開発は2010年3月からスタートし、約1年半で完成した。しかしそれよりも前に、開発中止となった3作品のカービィが存在しており、本作はそれらの要素を再構成して取り入れている。
この3作品のうち一つは、2004年11月にニンテンドー ゲームキューブ用ソフト『星のカービィ（仮称）』として発表。このソフトは当初はアニメ『星のカービィ』の販促連動の為に開発され、アニメ終了から3年後の2006年に発売される予定であったが、2005年のE3から中々続報が公開されず、その後、ゲームキューブの末期にハードがWiiに変更されたのを経て、決算発表資料に「発売予定」として長年掲載され続けていたが、納得のいくクオリティに仕上がらなかったため、2010年7月の決算発表資料で『毛糸のカービィ』に置き換わる形で削除された。この作品は横スクロールでの4人同時プレイを売りにするなど、本作と似たコンセプトで作られていたこともあって、本作への影響は色濃く、E3 2005で公開された紹介映像に使用されていたBGMのアレンジが本作のテーマ曲となっていて、かつ後述のモード「格闘王への道」ではE3 2005のムービーで使われていたBGMがそのまま使われる、同ムービーで使われていた没キャラクターのロボットが「HR-D3」として製品版に登場する（初登場は『あつめて!カービィ』）など、各所に名残が見られる。
また、コピー能力も新能力であるウォーターの登場や一部の能力の帽子デザインの変更が開発当初から検討されていたほか、本作の登場はなかったものの既存の能力にクリーン、プラズマ、ホイールも再登場させるという予定もされていた（後に前者二つは『星のカービィ スターアライズ』に、後者は『星のカービィ トリプルデラックス』に登場することとなった）。

### セッティング
本作に初めて登場するマホロアは、おしゃべりで、プレイヤーの庇護欲を掻き立てつつも、どこかうさん臭いというキャラクター像を表現するため、フードをかぶせたデザインとなり、ピンチになるとその一部が取れるという演出が施された。また、本作においては会話が多いため、口元を隠すことでアニメーションの数を抑えることができた。

## 評価
AUTOMATONのYuki Kurosawaは、本作について、ディレクターの熊崎信也のカラーが色濃く出ていると指摘しており、その例としてテキスト量が従来作よりも多い点を挙げている。
具体的には、ゲーム内においてカービィとマホロアのやり取りが頻繁に挿入されるほか、終盤の場面でもテキスト形式のセリフによってマホロアの裏切りと真意が丁寧に描写され、物語に納得感が与えられたとKurosawaは説明している。